# SpVgg Kaufbeuren
Spielvereiniging Kaufbeuren e.V. é uma agremiação esportiva alemã, fundada em 1909, sediada em Kaufbeuren, na Baviera.

## História
As raízes da associação remontam à 8 de agosto de 1858 do clube de ginástica e brigada de incêndio Turnfeuerwehr Kaufbeuren.
Mais tarde tornou-se simplesmente um clube de ginástica conhecido como Turnverein Kaufbeuren e, em 1909, um departamento de futebol foi estabelecido. A seção se tornou independente como Spielvereinigung Kaufbeuren em 1920. O time, consequentemente, se constituiu como um time local na maior parte de sua existência. Em 1939, participou de um play-off de promoção para a  Gauliga Bayern, uma das 16 máximas divisões criadas, em 1933, a partir da reorganização do futebol alemão sob o Terceiro Reich. A equipe também fez uma aparição em 1941 na fase preliminar para a Tschammer-Pokal, a antecessora da atual DFB-Pokal, Copa da Alemanha, que terminou em uma derrota por 4 a 0 diante do Bayern de Munique.
De 1959 até 1963 com a formação da Bundesliga, o SpVgg jogou na terceira divisão, a Amateurliga Südbayern na qual seu melhor resultado foi um segundo lugar na temporada 1958-59. Durante os anos 60 e 70 a equipe alternou freqüentemente entre a Landesliga Bayern-Süd (IV) e a Amateurliga Bayern (III), vencendo títulos na Landesliga em 1965, 1968 e 1974. O nível de resultados caiu a partir do início dos anos 80, sendo rebaixado da Landesliga, em 1986, e apenas fazendo retornos breves para essa liga nas temporadas 1994-95 e 1998-99. Atuou a maior parte na Bezirksoberliga Schwaben (VI), na qual atuou 22 das 24 possíveis temporadas de 1988 até sua dissolução em 2012.
No final da temporada 2011-12 o clube se qualificou diretamente para a Landesliga recém-expandida após terminar em quinto lugar na Bezirksoberliga.

## Títulos
| - Amateurliga Bayern-South - Vice-campeão: 1959 - 2nd Amateurliga Schwaben (IV) - Campeão: (2) 1954, 1958 - Landesliga Bayern-Süd (IV) - Campeão: (3) 1965, 1968, 1974 - Vice-campeão: 1964 - Bezirksoberliga Schwaben (VI) - Campeão: (2) 1994, 1998 | - Schwaben Cup - Campeão: (3) 1952, 1960, 1961 - Vice-campeão: 1959 |

## Cronologia recente
| Temporada | Divisão                  | Módulo | Posição |
| 1988-89   | Bezirksoberliga Schwaben | V      | 7ª      |
| 1989-90   | Bezirksoberliga Schwaben | V      | 8ª      |
| 1990-91   | Bezirksoberliga Schwaben | V      | 6ª      |
| 1991-92   | Bezirksoberliga Schwaben | V      | 6ª      |
| 1992-93   | Bezirksoberliga Schwaben | V      | 4ª      |
| 1993-94   | Bezirksoberliga Schwaben | V      | 1ª ↑    |
| 1994-95   | Landesliga Bayern-Süd    | V      | 15ª ↓   |
| 1995-96   | Bezirksoberliga Schwaben | VI     | 7ª      |
| 1996-97   | Bezirksoberliga Schwaben | VI     | 4ª      |
| 1997-98   | Bezirksoberliga Schwaben | VI     | 1ª ↑    |
| 1998-99   | Landesliga Bayern-Süd    | V      | 17ª ↓   |
| 1999-2000 | Bezirksoberliga Schwaben | VI     | 5ª      |

| Temporada | Divisão                   | Módulo | Posição |
| 2000-01   | Bezirksoberliga Schwaben  | VI     | 3ª      |
| 2001-02   | Bezirksoberliga Schwaben  | VI     | 10ª     |
| 2002-03   | Bezirksoberliga Schwaben  | VI     | 7ª      |
| 2003-04   | Bezirksoberliga Schwaben  | VI     | 7ª      |
| 2004-05   | Bezirksoberliga Schwaben  | VI     | 10ª     |
| 2005-06   | Bezirksoberliga Schwaben  | VI     | 9ª      |
| 2006-07   | Bezirksoberliga Schwaben  | VI     | 7ª      |
| 2007-08   | Bezirksoberliga Schwaben  | VI     | 7ª      |
| 2008-09   | Bezirksoberliga Schwaben  | VII    | 9ª      |
| 2009-10   | Bezirksoberliga Schwaben  | VII    | 6ª      |
| 2010-11   | Bezirksoberliga Schwaben  | VII    | 9ª      |
| 2011-12   | Bezirksoberliga Schwaben  | VII    | 5ª ↑    |
| 2012–13   | Landesliga Bayern-Südwest | VI     | ª       |

## Craques
- Franz Roth
- Hermann Albrecht (árbitro)